# رب انار

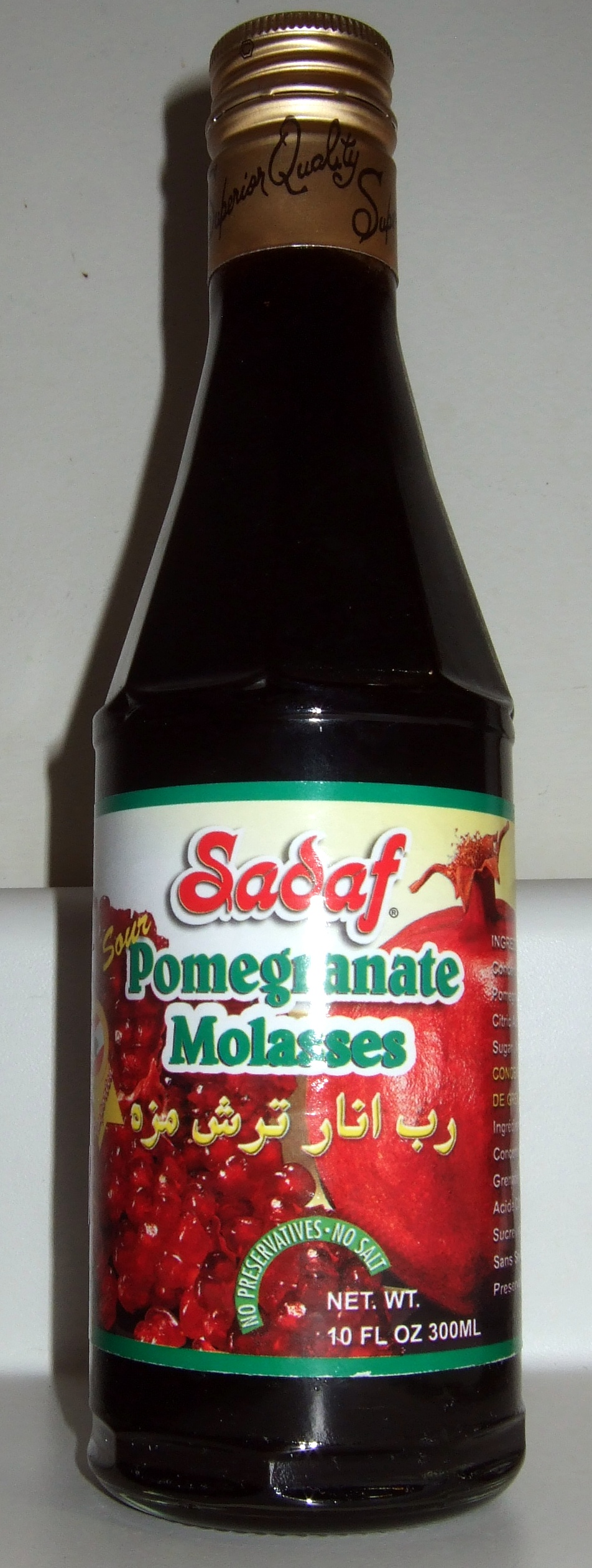

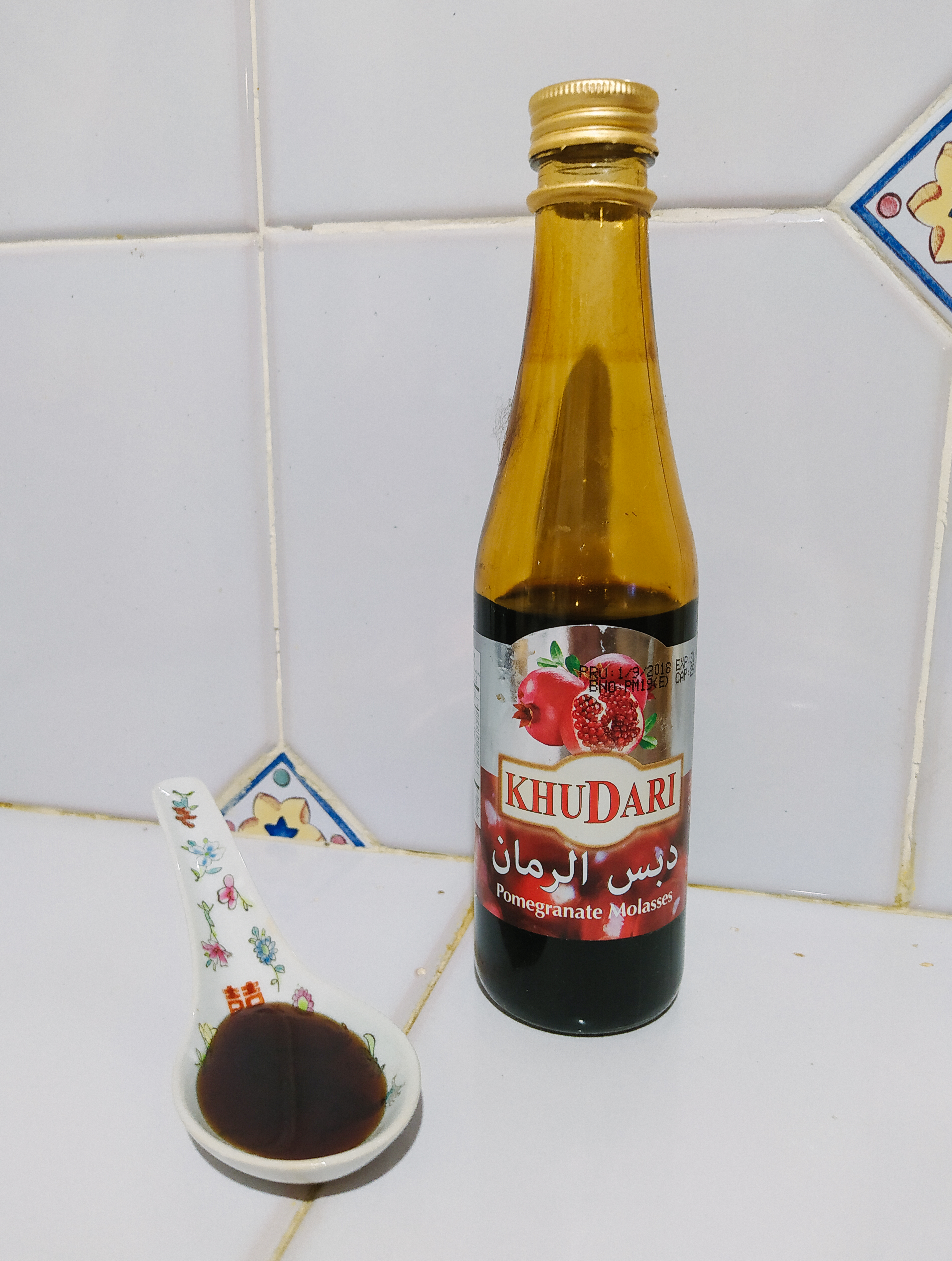
رب انار برگرفته‌شده از انار

رب انار که به عنوان چاشنی غذا و افزودنی استفاده می‌شود، از جوشاندن و غلیظ کردن آب انار به دست می‌آید. این ماده در تهیه غذاهایی مانند فسنجان، اکبر جوجه و شامی‌کباب لرستانی کاربرد دارد.
برای تهیه رب انار اگر دانه‌های انار تحت فشار بیش از حد قرار گیرند، آب انار تلخ می‌شود. در روش سنتی تولید رب انار در ایران، پس از آب‌گیری انار، آب آن را در ظرف‌های مسی ریخته و ساعت‌ها می‌جوشاندند تا به غلظت عسل برسد. امروزه رب انار به روش صنعتی نیز تهیه می‌شود و مدت زمان گرما دادن آب انار در این روش کمتر از روش سنتی است.
رب انار از سوغات‌های استان مازندران ،گیلان و شهرهای ساوه، پاوه و ارسنجان می‌باشد.
رب انار ارسنجان به‌صورت تغلیظ طبیعی آب انار توسط حرارت هیزم و در ظروف مسی تهیه می‌شود و از آنجا که به‌وسیلهٔ محصولات باغی باغ‌های انار ارسنجان تهیه می‌شود، محصولی ارگانیک و بسیار با کیفیت و بی رقیب به حساب می‌آید.